# جورجيو جاليمبيرتي
جورجيو جاليمبيرتي (بالإيطالية: Giorgio Galimberti)‏ مواليد 5 سبتمبر 1976 في ميلانو، هو لاعب كرة مضرب إيطالي سابق بدأ مسيرته كمحترف سنة 1995 وكان يلعب باليد اليمنى، اعتزل اللعب في 2007. أعلى تصنيف له في الفردي كان المركز الـ 115 في سنة 2003. أعلى تصنيف له في الزوجي كان المركز الـ 65 في سنة 2005. وصل إلى نهائي دورة فرنسا المفتوحة 1994 لكنه خسره.

## روابط خارجية
- جورجيو جاليمبيرتي على موقع رابطة محترفي التنس (الإنجليزية)
- جورجيو جاليمبيرتي على موقع الاتحاد الدولي لكرة المضرب (الإنجليزية)
- جورجيو جاليمبيرتي على موقع كأس ديفيز (الإنجليزية)
- جورجيو جاليمبيرتي على موقع خلاصة التنس.كوم (الإنجليزية)